# Надиту
Надиту са храмови роби в Шумер, а по-късно във Вавилон са правна категория жени, които живеят извън традиционните патриархални семейства.
Надиту са живеели изолирано в места подобни на съвременните женски манастири, а техния статут и възможността да участват пълноправно в обществения живот в Шумер и Вавилония, за разлика от общия подчинен статус на жените в тези древни общества, показва че тези жени са били от елита, и по всяка вероятност от благороднически семейства. 
Според изследователят Оден, основният източник за ритуалната проституцията в Месопотамия не е надежден. 